# Britney Spears
Britney Jean Spears (født 2. december 1981) er en amerikansk Grammy Award-vindende sangerinde, danser, skuespillerinde, forfatter og sangskriver. Hun blev meget hurtig berømt i 1999, da hun udgav sit første album "......Baby One More Time". Hun har solgt over 100 millioner album verden over og er derved den ottende mest sælgende kvindelige kunstner i amerikansk musikhistorie. Derudover har hun også medvirket som dommer i X-factor.

## Opvækst og liv
Britney Jean Spears blev født i McComb, Mississippi, og er opvokset i Kentwood, Louisiana. Som barn dyrkede Britney dans og gymnastik, og hun vandt adskillige konkurrencer inden for disse områder. Som otte-årig prøvede Britney for første gang at komme med i tv-showet Mickey Mouse Club, men blev afvist på grund af sin unge alder. Tre år senere prøvede hun igen, og blev denne gang optaget. Dette banede vejen for hendes karriere som sanger.
I 2004 giftede hun sig med Kevin Federline, hvis karriere som danser og rapsanger netop var begyndt. Parrets første barn, sønnen Sean Preston Federline (født 14. september 2005) blev født ved et planlagt kejsersnit. I maj måned 2006 annoncerede hun sin anden graviditet under et besøg på The Late Show with David Letterman.
Britney Spears og hendes daværende mand, Kevin Federline, medvirkede i realityshowet Britney and Kevin: Chaotic. Showet består af seks episoder, som indeholder videoklip fra hendes "Onyx Hotel Tour" og hendes pludseligt arrangerede ægteskab med Kevin Federline.
Britney indgav begæring om skilsmisse fra Federline den 7. november 2006 med begrundelsen uforenelige forskelle.
Efter en lang strid om forældremyndigheden mellem Britney Spears og Keven Federline, fik Britney fuld forældremyndighed. Men i 2007 oplevede hun en nedtur på det personlige plan. 
I januar måned mistede Spears sin tante Sandra Bridges Covington, som gennem længere tid havde lidt af brystkræft. Den 16. februar 2007 blev Spears indlagt på afvænningsklinikken i Antigua, hvor hun dog ikke blev længere end et døgn.
Den følgende nat besøgte hun en frisør, hvor hun uden videre blev klippet skaldet. Nogle få dage senere, den 20. februar, gik Britney igen med til at blive indlagt på en afvænningsklinik, denne gang i Malibu, Californien. Hendes manager udsendte en pressemeddelelse med teksten: "Vi beder medierne respektere hendes privatliv såvel som hendes familie og venner på nuværende tidspunkt".
Hun forlod behandlingscenteret kort for at vende tilbage den 22. februar 2007. Dagen før havde Kevin Federline anmodet om en omgående høring omhandlende forældremyndigheden over parrets børn. Dog endte Federlines advokat med at oplyse, at hans klient ikke ønskede at gå i retten. Der blev ikke givet nogen videre forklaring. Spears forlod afvænningsklinikken den 20. marts efter at hun ifølge sin manager "succesfuldt havde gennemført deres program"

## Musikkarriere

### 1990-1999
I slutningen af 1990'erne fik hun en pladekontrakt med Jive Records, og i 1998 fik hun sit første store hit med sangen "...Baby One More Time", som blev solgt i over 13 millioner eksemplarer verden over. I 1999 udkom albummet af samme navn.

### 2007: "Blackout"
Den 30. oktober 2007 udkom Britneys femte studiealbum Blackout, bl.a. produceret sammen med producerne Sean Garrett og Jonathan Rotem. Forinden var tre nye singler blevet lagt ud på internettet.
Anmeldelserne af det nye album var overraskende positive og fastslog, at Britney musikmæssigt i hvert fald ikke endegyldigt er sat på sidelinien. Albummet er blevet solgt i omkring tre millioner eksemplarer verden over og har vundet otte priser.

### 2008: Comeback
I 2008 begyndte Britney at arbejde på sit sjette studio album Circus som udkom den 2. december (hendes fødselsdag). Britney medvirkede på CBS's tv serie, "How I Met Your Mother" hvor hun spillede en receptionist. Hun modtog positive anmeldelser for sin præstation. 
Den 7. september 2008, åbnede Britney MTV Video Music Awards for tredje gang. Britney Spears vandt hele 3 priser, hun vandt prisen for Best Female Video, Best Pop Video og Video Of The Year for sangen "Piece of Me". Den 26. september udkom Britney's nye sang "Womanizer". Sangen slog en rekord, da den kom op fra plads 93 til første pladsen på "Billboard Hot 100" på kun en uge. Den 6. november 2008, vandt Britney to priser ved MTV Europe Music Awards 2008, hun vandt "Album of the Year" for hendes "Blackout" album og "Act of 2008".
Hendes nye single "Hold It Against Me" blev udsendt den 11. januar 2011 og slog rekord da den blev nr. 1 på iTunes to timer efter den blev udgivet. Hendes syvende studiealbum Femme Fatale blev udsendt 25. marts 2011. Till the World Ends er 2. single der fra; Sangen er skrevet af Dr. Luke, Max Martin og Billboard, og blev udgivet 4. marts 2011. 3. single fra Femme Fatale er I Wanna Go. 4. Og sidste single fra albummet er "Criminal".

## Diskografi

### Studiealbum
- ...Baby One More Time (1999)
- Oops!...I Did It Again (2000)
- Britney (2001)
- In the Zone (2003)
- Blackout (2007)
- Circus (2008)
- Femme Fatale (2011)
- Britney Jean (2013)
- Glory (2016)

### Opsamlingsalbum
- Greatest Hits: My Prerogative (2004)
- B in the Mix: The Remixes (2005)
- The Singles Collection (2009)
- B in the Mix: The Remixes Vol. 2 (2011)

## Filmografi
Britney Spears har medvirket i filmen Crossroads (2002). 
Britney har blandt andet medvirket i serier som Will & Grace i 2004 og How I Met Your Mother i 2008, og fik meget positive anmeldelser for sidstnævnte. I maj 2008 medvirkede hun i den samme serie som Abby. Glee fik også æren af et afsnit, der var dedikeret til hende og hendes musik.